# Lampetra minima
Lampetra minima är en ryggsträngsdjursart som beskrevs av Bond och Kan 1973. Lampetra minima ingår i släktet Lampetra och familjen nejonögon. IUCN kategoriserar arten globalt som otillräckligt studerad. Inga underarter finns listade i Catalogue of Life.